# Pusakajaya Selatan
Pusakajaya Selatan is een bestuurslaag in het regentschap Karawang van de provincie West-Java, Indonesië. Pusakajaya Selatan telt 2895 inwoners (volkstelling 2010).